# Josep Muntañola i Thornberg
Josep Muntañola Thornberg (Barcelona, 6 de juny de 1940) és un doctor, arquitecte-urbanista, teòric de l'arquitectura, catedràtic de la Universitat Politècnica de Catalunya, i director del Departament de Projectes Arquitectònics (UPC).
Farà els estudis secundaris a l'Escola Pia de Balmes, on practicarà l'escoltisme i als anys seixanta en serà membre destacat a la Delegació Diocesana d'Escoltisme de Barcelona.

## Biografia professional
Es llicencià en arquitectura el 1963 i es doctorà el 1968 per l'Escola Tècnica Superior d'Arquitectura de Barcelona, de la que fou director durant el quadrienni de 1980 i 1984, i, a més, director del Departament de Projectes Arquitectònics (1985-1992) i altre cop des del 2008.
Ha estat president de la International Association of Anthropology of Space (1988), president de la International Association of Semiotics of Space (2000-2006) i de la Action Cost C2 de la Comissió Europea (1988-1999). És membre de la Reial Acadèmia Catalana de Belles Arts de Sant Jordi des de l'any 2003. També ha estat professor convidat en la Universitat de Califòrnia, Berkeley (1970-1973 i 1984-1988).
Actualment dirigeix el grup d'investigació en arquitactura GIRAS, és acadèmic i editor de la revista internacional Arquitectonics: Mind, Land & Society i catedràtic coordinador de l'assignatura de Projectes a l'ETSAB sobre l'estudi dels nuclis urbans medievals catalans, del màster i de la línia de doctorat Aproximacions a l'arquitectura des del medi ambient històric i social.

## Publicacions
La seva obra publicada és àmplia. Les seves contribucions a la teoria arquitectònica inclouen la teoria de la gènesi del lloc (topogènesi), així com les investigacions sobre el desenvolupament en els nens de les capacitats espacials i arquitectòniques.

### Llibres
- La arquitectura como lugar (1974) (1996)[3]
- Topogénesis dos (1978)
- Topos y logos (1978)
- Topogénesis uno (1979)
- La arquitectura de los 70 (1980)
- Didáctica medioambiental: fundamentos y posibilidades (1980)
- Topogénesis tres (1980)
- Actividades didácticas para los 8-12 años de edad (1981)
- Poética y arquitectura (1981)
- El niño y la arquitectura (1984)
- El niño y el medio ambiente: orientaciones para los niños de 7 a 10 años de edad (1984)
- Adolescencia y arquitectura: actividades didácticas sobre el medio ambiente para los 12-17 años de edad (1984)
- Comprender la arquitectura (1985)
- Descubrir el medio urbano: Barcelona mostrada a los niños (1987)
- Barcelona – New York (1987)
- Traces de l'urbanisme català a Californa en el segle xviii (1988)
- Arquitectura española de los años 80 (1990)
- Retórica y arquitectura (1990)
- Barcelona: l'opinió dels infants (1992)
- L'arquitectura com a patrimoni cultural a Catalunya i a Europa: estratègies d'innovació projectual (1995)
- La topogénèse (1996)
- Arquitectura de les presones: pautes de disseny II (1997)
- Arquitectura i aprenentatge (1998)
- Places de Barcelona: pautes de disseny III (1998)
- Alvar Aalto (2001)
- Topogénesis: fundamentos de una nueva arquitectura (2000)
- Antología de textos de Josep Muntañola Thornberg (2000)
- Arquitectura texto y contexto: transcripciones II (2001)
- Arquitectura, (modernidad) y conocimiento (2002)
- Arquitectura texto y contexto: transcripciones III (2003)
- Arquitectura proyecto y uso (2003)
- Arquitectura 2000 (2004)
- Las formas del tiempo (2007)

### Articles recents (revistes)
- "Arquitectura, educación y dialogía social", Revista Española de Pedagogía, Núm. 228, Madrid, Maig-agost de 2004.
- "Arquitectura y dialogía", Arquitectonics: Arquitectura y dialogía, Núm. 13, Muntañola, J. (Ed.), Barcelona: Edicions UPC, 2006.
- "Towards a Dialogic Approach to Contemporary Architecture", Arquitectonics: Arquitectura y dialogía, Núm. 13, Barcelona: Edicions UPC, 2006.

## Reconeixements
- Doctorat honorífic per la Universidade Lusíada de Lisboa (2005)